# Cafetaleros de Chiapas "B"
El club Cafetaleros de Chiapas "B", también conocido como Cafetaleros de Tapachula, fue un equipo de fútbol de México. Era filial de Cafetaleros de Chiapas y participaba en el Grupo 2 de la Serie A de la Segunda División de México. Jugaba sus partidos como local en el Estadio Olímpico de Tapachula, sede que entre 2015 y 2019 ocupó el primer equipo de esta institución. A partir del 26 de junio de 2020, esta escuadra pasó a convertirse en el primer equipo de Cafetaleros de Chiapas, pero continuando en la Segunda División, por lo que el equipo "B" como tal dejó de existir.

## Historia
El 28 de mayo de 2019 se hizo oficial la mudanza del equipo Cafetaleros de Tapachula a la ciudad de Tuxtla Gutiérrez, con ello, el equipo dejaba su sede original por cuestiones de infraestructura deportiva y urbana para así poder aspirar al ascenso a la Liga MX. El 30 del mismo mes se presentó el equipo ante el público, en ese acto se anunció que el nuevo club contaría con un equipo de Segunda División, con sede en Tapachula, además de otra escuadra en tercera y una estructura de fuerzas básicas.
El equipo se creó luego de llegar a un acuerdo con el club Ocelotes de la Universidad Autónoma de Chiapas, por el cual, la institución universitaria cedió su lugar a Cafetaleros de Chiapas para que este administrara y diera su nombre al cuadro y así mantener una escuadra con sede en Tapachula, ciudad donde los Ocelotes jugaban como local antes de la creación de Cafetaleros. El equipo contaba con derecho a promocionar al Ascenso MX.
El 29 de junio de 2019 se anunció al equipo filial de los Cafetaleros como integrante de la Segunda División - Serie A, siendo colocado en el Grupo 2. Cafetaleros se convirtió en el cuarto equipo del Ascenso MX en contar con una escuadra en Serie A después de Correcaminos de la UAT, Leones Negros de la U. de G. y Cimarrones de Sonora.
El 26 de junio de 2020 se anunció que el club cambió de nombre y sede a su equipo principal, que jugaría en la nueva Liga de Expansión, para trasladarlo a la ciudad de Cancún y renombrarlo como Cancún Fútbol Club. Sin embargo, Cafetaleros de Chiapas mantuvo al equipo que jugaba en la Liga Premier, el cual pasó a convertirse en el cuadro principal del club y continuó con la historia de los Cafetaleros, pero jugando en otra división.

## Instalaciones
Cafetaleros de Chiapas "B" jugó sus partidos como local en el Estadio Olímpico de Tapachula, un estadio de fútbol ubicado en la ciudad de Tapachula, Chiapas. Cuenta con una capacidad de 21,018 espectadores. Fue inaugurado el 10 de octubre de 1988 con un partido entre el América de México y el Aurora de Guatemala. 
En 2017 fue sometido a un proceso de remodelación para adaptarlo a los requerimientos de la Liga MX, por lo que su aforo aumentó de los 11,000 a los 21,018 espectadores, la renovación del Olímpico también incluyó la pintura en verde las tribunas y la instalación de butacas. Además se remodelaron las zonas de baños, el estacionamiento, los vestidores y la entrada a la cancha, también se eliminó la pista de atletismo que anteriormente rodeaba la cancha.

## Temporadas
Franquicia Ocelotes UNACH.
| Temporada | División          | Posición      |
| --------- | ----------------- | ------------- |
| 2019/2020 | 3.Segunda Serie A | 10°. Grupo II |